# 西原龜三
西原龟三（日语：西原 亀三/にしはら かめぞう，1873年6月3日—1954年8月22日），日本商人，一手经办了寺内正毅对段祺瑞的西原借款。

## 生平
1873年，西原龟三出生于京都府天田郡云原村。1890年，西原龟三师从神鞭知常。1905年，西原龟三任大韩帝国京城商业公会的顾问。1912年，西原龟三赴满洲考察。1914年，西原龟三赴北京参山座圆次郎葬礼。1916年，西原龟三代表寺内正毅内阁与曹汝霖、陆宗舆等交涉借款问题。1918年，西原龟三撮成对段祺瑞的“西原借款”。 他从1932年至1936年三次前往朝鲜，并于1938年返回家乡。1954年，西原龟三去世。

## 著作
- 《経済立国策》
- 《梦の70年―西原亀三自伝》[3]
- 《西原龟三日记》